# مارکو کولدان
مارکو کولدان (ایتالیایی: Marco Coledan؛ زادهٔ ۲۲ اوت ۱۹۸۸) دوچرخه‌سوار اهل ایتالیا است.
از باشگاه‌هایی که در آن رکاب زده‌است می‌توان به تیم ترک-سگافردو، باردیانی–سی‌اس‌اف، و ویلیر تریستینا–سله ایتالیا اشاره کرد.
وی در مسابقات کشوری و بین‌المللی در مجموع برندهٔ ۱ مدال نقره شده‌است.